# Marieluise Bernhard-von Luttitz
Marieluise Bernhard-von Luttitz (* 11. Februar 1913 als Marieluise von Luttitz in Oschatz, Sachsen; † 10. Oktober 1997 in Brannenburg, Oberbayern) war eine deutsche Schriftstellerin.

## Leben
Horst von Luttitz war ihr Großvater und ihre Mutter Frieda-Marie (* 1892) war väterlicherseits eine Enkelin des Grafen August Wilding von Königsbrück. Ihr Bruder war Horst Freiherr von Luttitz. Bernhard-von Luttitz besuchte die Schule in Dresden. Nach der Reifeprüfung arbeitete sie eine Zeitlang auf einem Schiff einer Südamerika-Linie. Anschließend studierte sie Psychologie an der Berliner Friedrich-Wilhelms-Universität. Nachdem sie dieses Studium abgeschlossen hatte, praktizierte sie als Psychotherapeutin. Aus der 1945 geschlossenen Ehe mit Otto Heinrich Bernhard gingen zwei Kinder hervor. Marieluise Bernhard-von Luttitz war als Dozentin für Frauenfragen an der Bremer Volkshochschule tätig. 1952, nach dem Tod ihres Ehemanns, begann sie mit dem Schreiben literarischer Werke. Sie lebte als freie Schriftstellerin in Prien und in Bernau am Chiemsee.
Bernhard-von Luttitz verfasste vorwiegend Kinder- und Jugendbücher, daneben auch feuilletonistische Beiträge und Gedichte. Besonders erfolgreich war die Trilogie um den Jungen Bumfidel, welche die Vorlage zu Fernseh-Kurzfilmen bildete, die in den Siebzigerjahren im Rahmen der Sesamstraße gezeigt wurden.

## Werke
- Werde, der du bist, Bremen [u. a.] 1946 (unter dem Namen Marie-Luise von Luttitz)
- Das Merkbüchlein für die werdende Mutter, Esslingen/Neckar 1950
- Katharinchen, Stuttgart 1957
- Uns gibt's nur einmal, Stuttgart 1958
- Billi ist an allem schuld, Stuttgart 1959
- Kauf uns einen Esel, Mutti, Stuttgart 1960
- Diesbezügliches, Lorch (Württ.) 1961
- Ferien wie noch nie, Stuttgart 1961
- Meine Tochter, der Teenager, München 1961
- Samuli, Stuttgart 1962
- Schwarzer Knirps gesucht, Stuttgart 1962
- Mischki, Stuttgart 1963
- Billi und Cornelia in Großbritannien, Stuttgart 1965
- Ottochen im Turm, Hamburg 1965
- Nina, das kleingroße Mädchen, Bayreuth 1967
- Pinne im Bücherschrank, Hamburg 1967
- Ferien in den Bergen, Wien [u. a.] 1968
- Karoline Tulpenzwiebel, Stuttgart 1970
- Es war einmal ein Purzelbaum, Stuttgart 1972 (zusammen mit Gisela Degler-Rummel)
- Nina, das kleingroße Mädchen ... will immer wieder anders sein, München 1974
- Bumfidel, Reinbek bei Hamburg
  - 1. Bumfidel lacht sich krank, 1975
  - 2. Bumfidel ist geplatzt, 1976
  - 3. Bumfidel bleibt Bumfidel, 1977
- Was mich weckte, war kein Vogelruf, Heilbronn 1976
- Bumfidel ist klasse, Hannover 1979
- Nina möchte anders sein, Göttingen 1979
- Nun schlägt es aber dreizehn, Schwichteler 1979
- Der kleine Herr Hatschi, Bad Aibling 1980
- Unser Häuschen im Wald, Karlsruhe 1981
- Wiwi und Willi, Freiburg im Breisgau [u. a.] 1981
- Hasenbilli, Frankfurt am Main [u. a.] 1982
- Oliver hat eine spitze Nase, Frankfurt am Main [u. a.] 1984 (zusammen mit Hilke Peters)
- Uli und Rike, Reinbek bei Hamburg
  - 1. Geschichten von zwei Lausemädchen, 1984
  - 2. Uli und Rike kommen in die Schule, 1986
- Autokarli, Bad Aibling 1985 (zusammen mit Wilfried Blecher)
- Das große Adventskalenderbuch, Gütersloh 1985 (zusammen mit Christian Kämpf)
- Bumfidel und seine Tiere, München 1986
- Ein Held war er nicht und andere Geschichten, Gütersloh 1986
- Möchtest du mein Bruder sein?, Stuttgart 1989
- Ich danke für mein Leben, Konstanz 1991
- Die Kinderregierung und andere Geschichten um eine bessere Welt, Würzburg 1992
- Schmetterlingsgeburt, Andechs 1998